# Phil Traill
Phil Traill, född 6 juni 1973 i New Jersey, uppvuxen i London, Storbritannien, är en amerikansk regissör.

## Filmografi (urval)
- 2009 – All About Steve
- 2011 – How to Marry a Billionaire